# Passo San Antonio
Passo San Antonio je horský průsmyk o nadmořské výšce 1489 m, který se nachází jižně od Karnských Alp jihovýchodně od průsmyku Kreuzbergpass na italské státní silnici ss532. Údolní města jsou Pàdola v údolí Val Pàdola na severu a Sta. Caterina na jihu. Trasa je dlouhá 17 km a převýšení činí 614 m. V zimě od listopadu do března je cesta průsmykem uzavřena. Průsmyk není příliš frekventovaný, a proto ho nenajdete na všech silničních mapách.
Na trase SP8 východně od jezera Lago Maggiore se nachází stejnojmenný italský průsmyk. Vede z obce Vararo severovýchodním směrem a pak se větví do obcí Arcumggio nebo Ponticello. Tento průsmyk je velmi úzký (šířka silnice je menší než 3 m).

## Galerie

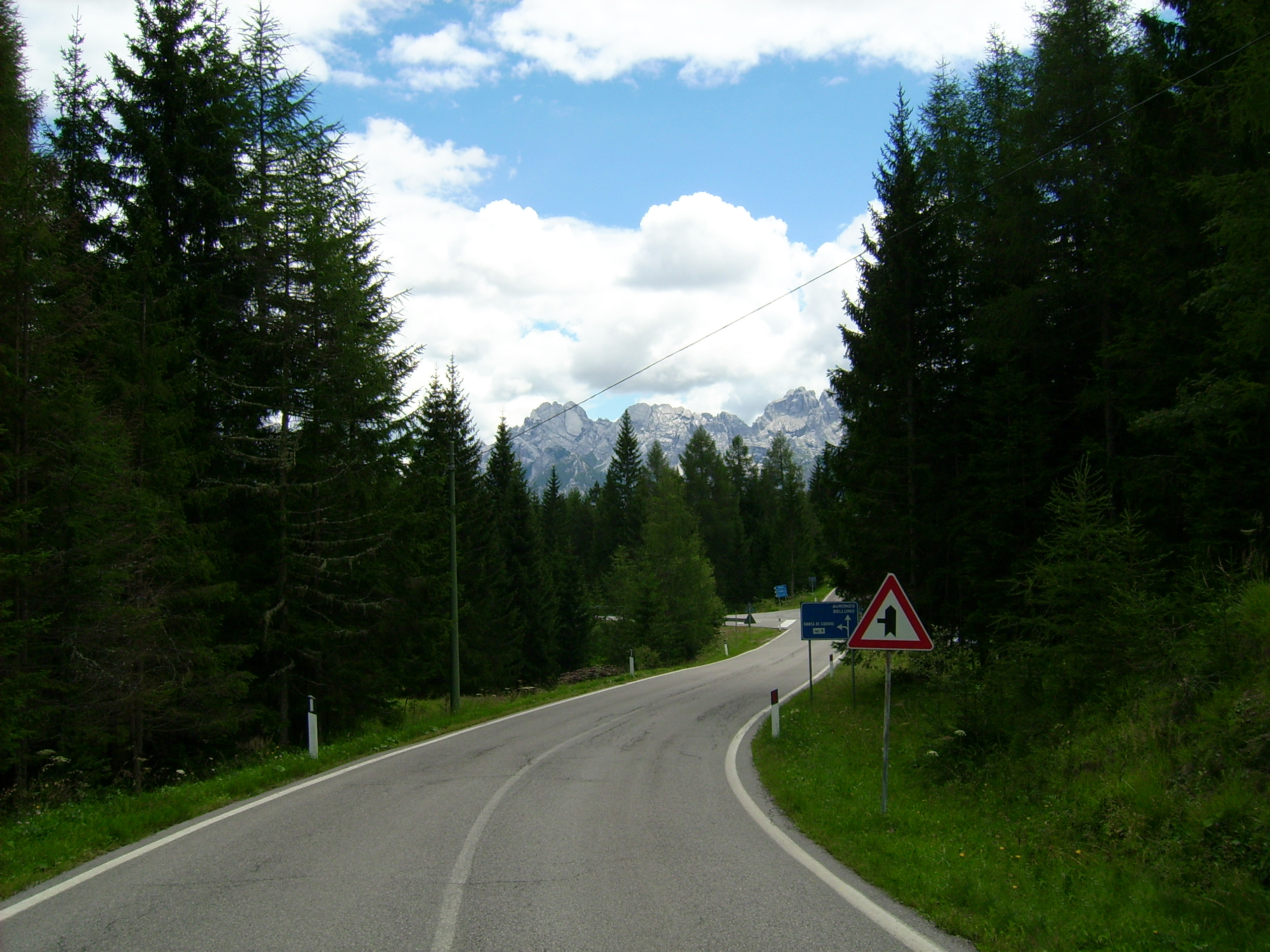
Passo San Antonio Pohled jižním směrem
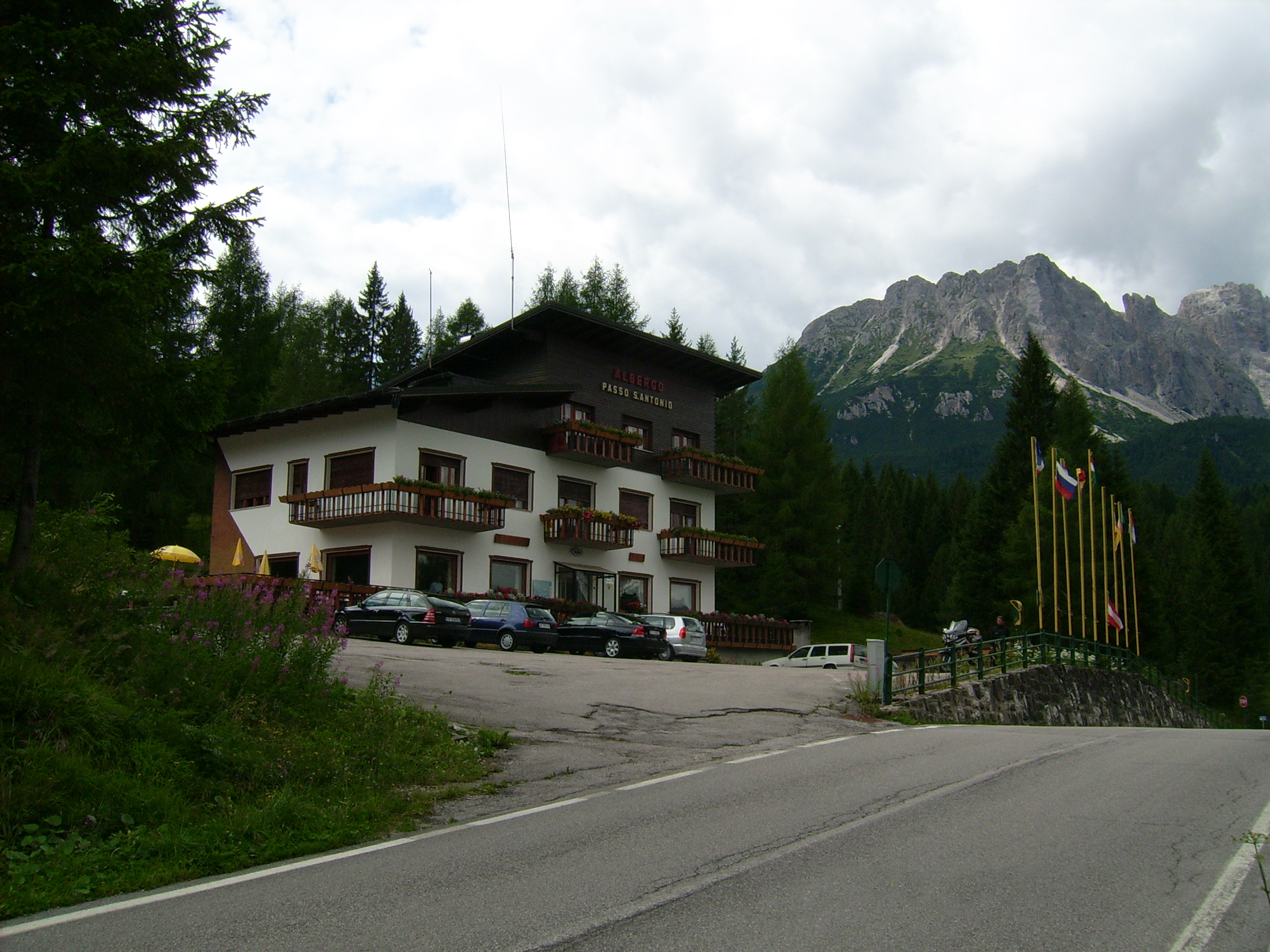
Hostinec Passo San Antonio na vrcholu průsmyku
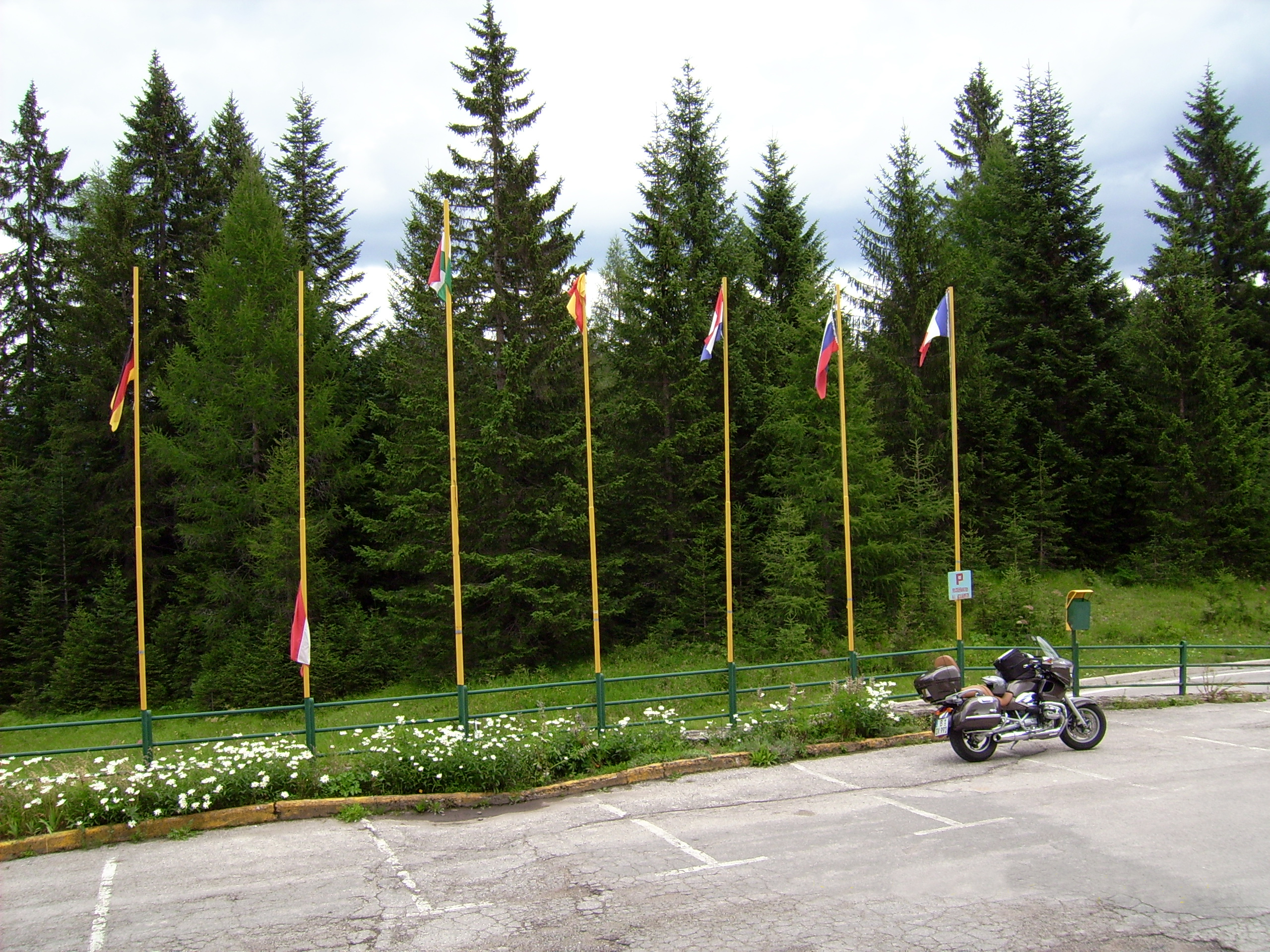
Parkoviště Passo San Antonio od hostince na vrcholu průsmyku
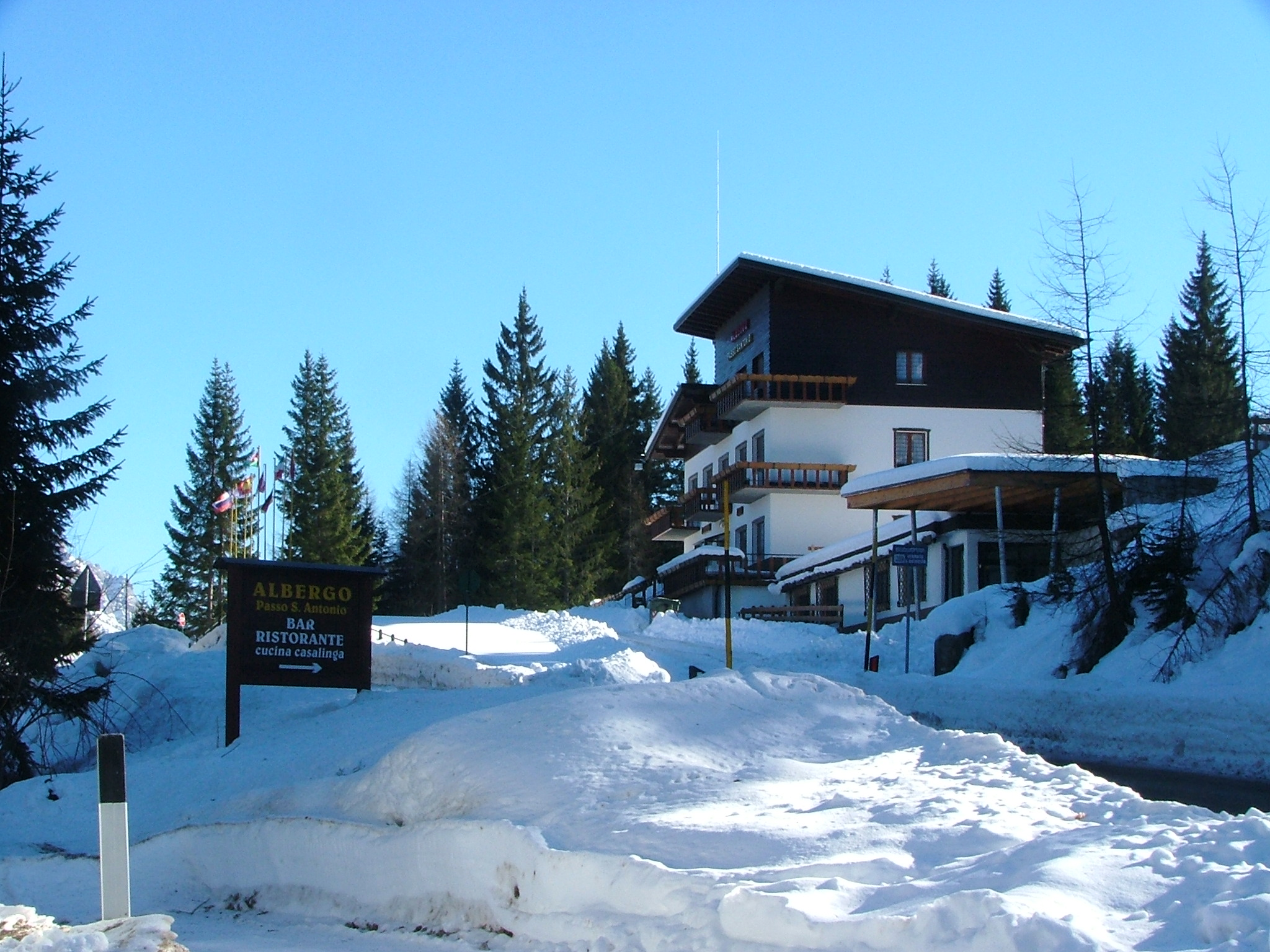
Hostinec Passo San Antonio v zimě